# Mohsen Bayatinia
Mohsen Bayatinia (* 9. April 1980 in Abadan) ist ein iranischer Fußballtrainer und ehemaliger Fußballspieler.

## Karriere

### Karriere als Spieler
Mohsen Bayatinia erlernte das Fußballspielen in der Jugendmannschaft des FC Persepolis in der iranischen Hauptstadt Teheran. Seinen ersten Vertrag unterschrieb er 2001 bei PAS Teheran FC. Der Verein aus Teheran spielte in der ersten Liga, der Iran Pro League. Mit dem Verein feierte er 2004 die Meisterschaft. Hier stand er bis Mitte 2006 unter Vertrag. Im Juli 2006 wechselte er zum Ligakonkurrenten Paykan Teheran. Für Paykan stand er 27-mal auf dem Spielfeld und erzielte dabei elf Tore. Ein Jahr später unterschrieb er einen Vertrag beim ebenfalls in der ersten Liga spielenden Esteghlal Teheran. Hier kam er auf sieben Einsätze. Mit Esteghlal gewann er den Hazfi Cup. Im Endspiel besiegte man Pegah Gilan mit 3:1. Der Erstligist Saba Qom aus Ghom verpflichtete ihn Mitte 2008. Über die iranischen Stationen Mes Kerman, Zob Ahan Isfahan und Gostaresh Foulad FC ging er Mitte 2015 nach Thailand. Hier unterzeichnete er einen Vertrag beim Sisaket FC. Mit dem Verein aus Sisaket spielte er in der ersten Liga, der Thai Premier League. Mit Sisaket stand er im Finale des Thai League Cup. Das Endspiel verlor man gegen Buriram United mit 1:0. Ende 2015 wurde sein Vertrag in Thailand nicht verlängert. Von Anfang 2016 bis Juni 2016 war er vertrags- und vereinslos. Am 1. Juli 2016 nahm ihn der iranische Drittligist Rah Ahan aus Teheran für ein Jahr unter Vertrag. Mitte 2017 beendete er seine aktive Karriere als Fußballspieler.

### Karriere als Trainer
Mohsen Bayatinia steht aktuell als Trainer bei seinem ehemaligen Verein Rah Ahan in Teheran unter Vertrag. Der Verein spielt in der dritten Liga.

## Erfolge
PAS Teheran FC
- Iran Pro League: 2003/2004

Esteghlal Teheran
- Hazfi Cup: 2007/08

Sisaket FC
- Thai League Cup: 2015 (Finalist)